# Molla Mallory

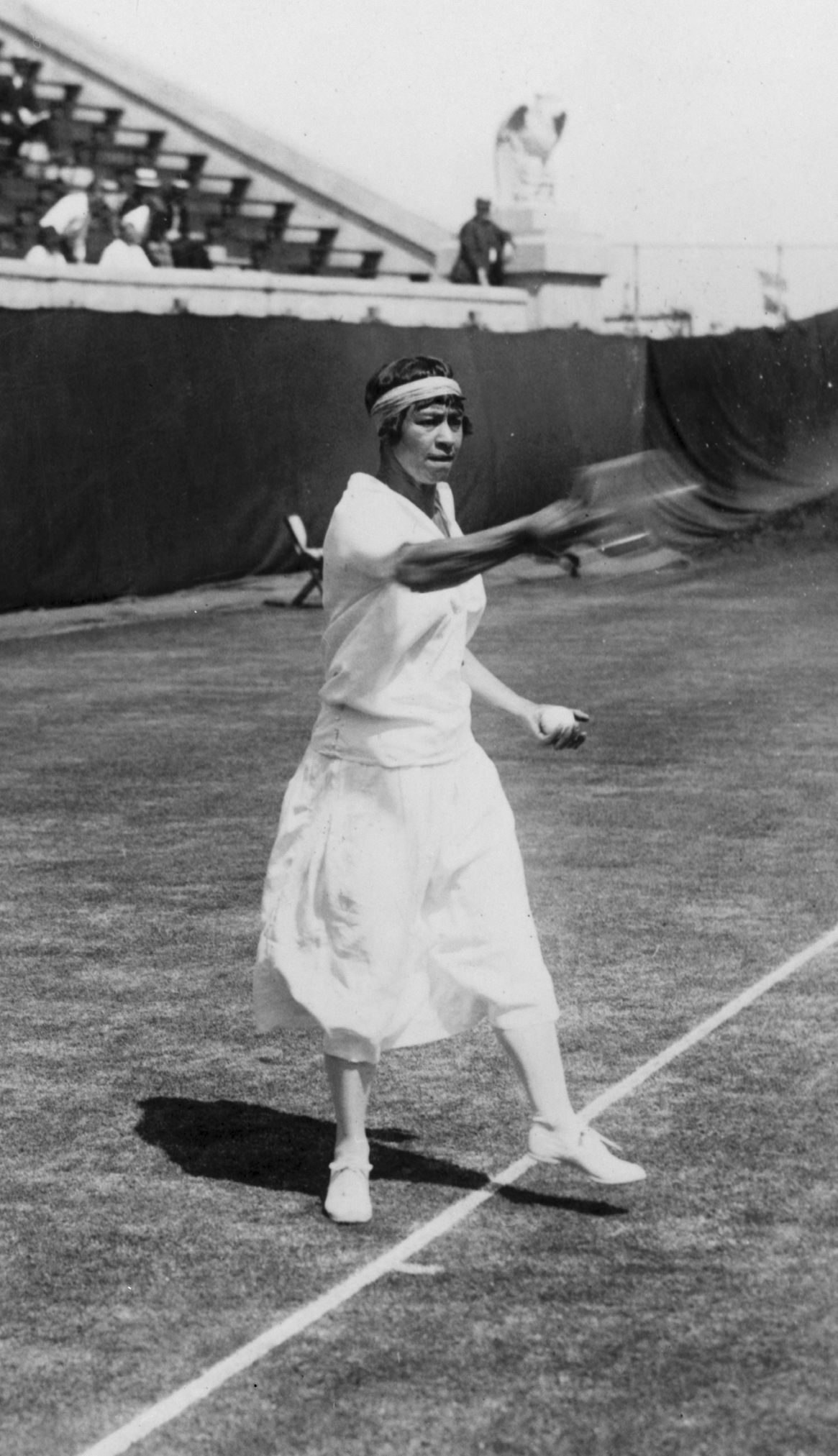
Molla Mallory 1924.

Anna Margarethe "Molla" Bjurstedt Mallory, född 6 mars 1884 i Mosvik i Nord-Trøndelag, död 22 november 1959 i Stockholm, var en norsk tennisspelare. Hon tillhörde från 1915 till sent 20-tal den yppersta världseliten bland kvinnliga tennisspelare. Hon upptogs 1958 i International Tennis Hall of Fame.
Hon var moster till Lilleba Hals. 

## Karriäröversikt
Molla Mallory lärde sig tennisspelets grunder i sin hemstad Oslo och deltog med framgång i Olympiska spelen i Stockholm 1912 där hon erövrade bronsmedaljen i match mot Edith Arnheim Lasch. År 1915 flyttade hon till New York och gifte sig med Franklin Mallory. Redan några månader efter ankomsten till det nya hemlandet tog hon sin första tennistitel då hon vann amerikanska inomhusmästerskapen genom att i finalen besegra den femfaldiga mästarinnan Marie Wagner. Samma år vann hon sin första Grand Slam-titel i damsingel i Amerikanska mästerskapen.  Hon besegrade i finalen den trefaldiga mästarinnan Hazel Hotchkiss Wightman. Mallory kom att vinna den turneringen ytterligare sju gånger,  sista gången 1926 vid en ålder av 42 år. Den segern innebar att hon övertog rekordet som den äldsta segraren i den turneringen från Maud Barger-Wallach (som vann 1908 vid 38 års ålder). Vid två tillfällen förlorade hon i finalen i Amerikanska mästerskapen mot en annan världstjärna, nämligen amerikanskan Helen Wills Moody, som hon dock besegrade i 1922 års turnering. År 1922 var hon finalist i Wimbledonmästerskapen, men förlorade mot världsettan Suzanne Lenglen med siffrorna 6–2, 6–0.
Molla Mallory deltog i det amerikanska laget i den allra första omgången av Wightman Cup som spelades 1923.   

### Segermatchen motSuzanne Lenglen
Mest känd är Molla Mallory förmodligen som den tennisspelare som lyckades tillfoga Suzanne Lenglen hennes enda turneringsnederlag som amatörspelare efter första världskriget. Det var i andra omgången i Amerikanska mästerskapen 1921 som Mallory mötte en visserligen trött och inte helt frisk Lenglen, men som hon genom ett aggressivt spel utklassade med 6–2 i det första och enda setet. I det andra setet lämnade Lenglen banan hostande och gråtande och kom inte tillbaka till spel. Det sägs att Bill Tilden före matchen inför Mallory förtalat Lenglen, som han för egen del upplevde som konkurrent om publikens gunst, och därvid fått norsk-amerikanskan fientligt inställd till sin motståndare.

## Spelstil
Molla Mallory var en utpräglad baslinjespelare som sällan attackerade vid nät. Hon var mycket svårspelad och kunde driva sin motståndare från hörn till hörn med sina välriktade grundslag. Hon hade dessutom effektiva passerslag när motståndaren försökte avgöra framme vid nät. Hennes fysik var utmärkt och hon kunde därför vinna jämna matcher genom sin uthållighet.

## Grand Slam-titlar
- Amerikanska mästerskapen
  - singel - 1915, 1916, 1917, 1918, 1920, 1921, 1922, 1926
  - dubbel - 1916, 1917
  - mixed dubbel - 1917, 1922, 1923
- Wimbledonmästerskapen:
  - final - 1922